# AAA-Saison 1918
Die AAA-Saison 1918 war die zehnte Saison der nationalen Automobilmeisterschaft in den Vereinigten Staaten. Sie bestand aus 19 Rennen, die zwischen dem 16. Mai und dem 2. September ausgetragen wurden. Die Saison bestand aus einzelnen Rennen, ohne dass ein Meistertitel vergeben wurde.

## Rennergebnisse
Es gab 19 Rennen, die auf fünf verschiedenen Rennstrecken ausgetragen wurden. Alle Rennen fanden auf Holz-Ovalkursen statt.
| Nr. | Datum         | Ort (Staat)         | Rennen / Rennstrecke                                          | Distanz (mi / km) Runden | Sieger          | Fahrzeug   |
| --- | ------------- | ------------------- | ------------------------------------------------------------- | ------------------------ | --------------- | ---------- |
| 01  | 16. Mai       | Hopwood (PA)        | Liberty Sweepstakes Heat 1 Uniontown Speedway                 | 27 / 43,5 24 Runden      | Tommy Milton    | Duesenberg |
| 02  | 16. Mai       | Hopwood (PA)        | Liberty Sweepstakes Heat 2 Uniontown Speedway                 | 27 / 43,5 24 Runden      | Ralph Mulford   | Frontenac  |
| 03  | 16. Mai       | Hopwood (PA)        | Liberty Sweepstakes Heat 3 Uniontown Speedway                 | 27 / 43,5 24 Runden      | Eddie Hearne    | Frontenac  |
| 04  | 16. Mai       | Hopwood (PA)        | Liberty Sweepstakes Heat 4 Uniontown Speedway                 | 27 / 43,5 24 Runden      | Louis Chevrolet | Frontenac  |
| 05  | 16. Mai       | Hopwood (PA)        | Liberty Sweepstakes Main Uniontown Speedway                   | 27 / 43,5 24 Runden      | Ralph Mulford   | Frontenac  |
| 06  | 01. Juli      | Sheepshead Bay (NY) | Harkness Handicap Sheepshead Bay Speedway                     | 100 / 160,9 50 Runden    | Ralph DePalma   | Packard    |
| 07  | 22. Juni      | Maywood (IL)        | Chicago 100 Speedway Park                                     | 100 / 160,9 50 Runden    | Louis Chevrolet | Frontenac  |
| 08  | 04. Juli      | Sharonville (OH)    | Liberty Handicap Cincinnati Motor Speedway                    | 100 / 160,9 50 Runden    | Ralph DePalma   | Packard    |
| 09  | 04. Juli      | Tacoma (WA)         | Tacoma Race 1 Pacific Coast Speedway                          | 24 / 38,6 12 Runden      | Cliff Durant    | Stutz      |
| 10  | 04. Juli      | Tacoma (WA)         | Tacoma Race 2 Pacific Coast Speedway                          | 50 / 80,5 25 Runden      | Cliff Durant    | Stutz      |
| 11  | 04. Juli      | Tacoma (WA)         | Tacoma Race 3 Pacific Coast Speedway                          | 75 / 120,7 37,5 Runden   | Eddie Hearne    | Duesenberg |
| 12  | 18. Juli      | Hopwood (PA)        | Independence Auto Derby Uniontown Speedway                    | 112,5 / 181,1 100 Runden | Louis Chevrolet | Frontenac  |
| 13  | 28. Juli      | Maywood (IL)        | Chicago Race 1 Speedway Park                                  | 10 / 16,1 5 Runden       | Ralph DePalma   | Packard    |
| 14  | 28. Juli      | Maywood (IL)        | Chicago Race 2 Speedway Park                                  | 20 / 32,2 10 Runden      | Ralph DePalma   | Packard    |
| 15  | 28. Juli      | Maywood (IL)        | Chicago Race 3 Speedway Park                                  | 30 / 48,3 15 Runden      | Ralph DePalma   | Packard    |
| 16  | 17. August    | Sheepshead Bay (NY) | International Sweepstakes Race 1 Sheepshead Bay Speedway (HO) | 20 / 32,2 10 Runden      | Ralph DePalma   | Packard    |
| 17  | 17. August    | Sheepshead Bay (NY) | International Sweepstakes Race 2 Sheepshead Bay Speedway (HO) | 30 / 48,3 15 Runden      | Ralph DePalma   | Packard    |
| 18  | 17. August    | Sheepshead Bay (NY) | International Sweepstakes Race 3 Sheepshead Bay Speedway (HO) | 50 / 80,5 25 Runden      | Ralph DePalma   | Packard    |
| 19  | 02. September | Hopwood (PA)        | Liberty Sweepstakes Uniontown Speedway                        | 112,5 / 181,1 100 Runden | Ralph Mulford   | Frontenac  |

## Kurzmeldungen
- Ein weiteres Rennen in Maywood über 50 Meilen wurde wegen Regens abgesagt. Es waren außerdem die letzten Rennen, die auf der Rennstrecke stattfanden. Ralph DePalma gewann mit seinen drei Siegen im Juli ein Preisgeld in Höhe von 17.000 $.[3]
- Ralph Mulford fuhr mit 14 Starts die meisten Rennen. Erfolgreichster Fahrer war Ralph DePalma mit acht Siegen in neun Starts.
- 1927 wurden für mehrere Saisons rückwirkend Meisterschaften berechnet. Die Rennen 6, 7 und 8 wurden nicht berücksichtigt. Nach diesen Berechnungen hätte Ralph Mulford den Titel gewonnen.
- Barney Oldfield, der Meisterschaftsgewinner der Saison 1905, fuhr am 18. Juli auf dem Uniontown Speedway sein letztes Meisterschaftsrennen. Oldfield startete achtmal und fuhr mit der „Golden Submarine“ von Harry Miller.